# گیلی هاپکینز بزرگ (فیلم)
گیلی هاپکینز بزرگ (به انگلیسی: The Great Gilly Hopkins) فیلمی محصول سال ۲۰۱۵ و به کارگردانی استیون هرک است. در این فیلم بازیگرانی همچون سوفی نیلیس، کتی بیتس، جولیا استایلز، بیلی مگنوسن، بیل کوبس، اکتاویا اسپنسر، گلن کلوز، فرانک اوز و کلر فولی ایفای نقش کرده‌اند.